# Apogonia nishikawai
Apogonia nishikawai är en skalbaggsart som beskrevs av Kobayashi 2010. Apogonia nishikawai ingår i släktet Apogonia och familjen Melolonthidae. Inga underarter finns listade i Catalogue of Life.